# رئيس النمسا
رئيس النمسا، هو رئيس جمهورية النمسا. على الرغم من صلاحياته الكبرى نظريًا بقوة الدستور، إلا أنه عمليًا يعتبر الرئيس رمزًا شرفيًا.
يجري انتخاب الرئيس مباشرة عن طريق الاقتراع العام كل ست سنوات، ويمكن أن يظل في منصبه باستمرار لفترتين. ويُشكل الرئيس مع الوزراء ووزراء الدولة وأعضاء خزائن الدولة الجهاز التنفيذي الأعلى. من أشهر وأهم المهام الرئاسية تعيين المستشار، وبناءً على نصيحته، يُعين أعضاء مجلس الوزراء الآخرين.
يحتل الرئيس المرتبة الأولى في ترتيب الأسبقية بالنمسا، ويتقدم على رئيس المجلس الوطني والمستشار. تقع أماكن العمل الرئاسية في جناح ليوبولدين بقصر هوفبورغ الإمبراطوري في فيينا.
جاء تشكيل منصب الرئيس بموجب الدستور في 1 أكتوبر 1920. وأثبت التعديل الدستوري لعام 1929 أنه يجري انتخاب الرئيس من قبل الشعب. ومع ذلك، تمت إعادة انتخاب الرئيس فيلهلم ميكلاس في عام 1931 من قبل الجمعية الاتحادية. حتى كارل رينر كان لا يزال ينتخب من قبل الجمعية الفيدرالية في عام 1945. في نهاية المطاف، أصبح ثيودور كورنر أول رئيس ينتخبه الشعب في عام 1951.
اكتسب معظم الرؤساء شعبية هائلة أثناء توليهم منصبهم، ولم يخسر أي رئيس فرصة إعادة انتخابه، على الرغم من أن كورت فالدهايم لم يرشح نفسه لولاية ثانية. توفي خمسة رؤساء في المنصب. من عام 2004 إلى عام 2016، احتل المكتب الديمقراطي الاشتراكي هاينز فيشر. منذ تشكيل التصويت الشعبي في عام 1951، تم انتخاب الأعضاء والمرشحين فقط للحزب الاشتراكي الديمقراطي وحزب الشعب رئيسًا، حتى انتخاب ألكسندر فان دير بيلين الحالي المصدق عليه من حزب الخضر في عام 2016.

## التاريخ

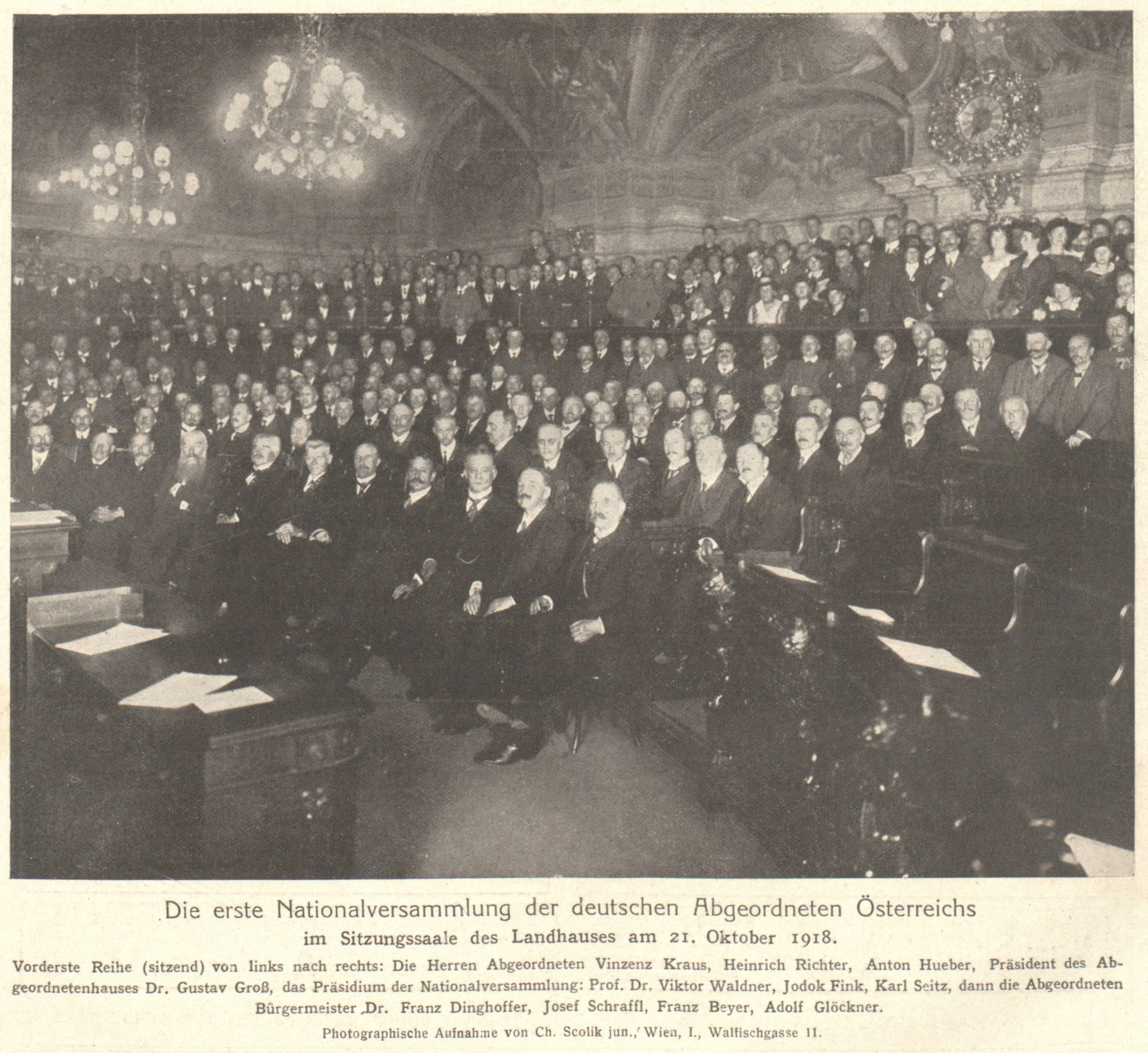
جلسة الجمعية الوطنية المؤقتة (أكتوبر 1918).

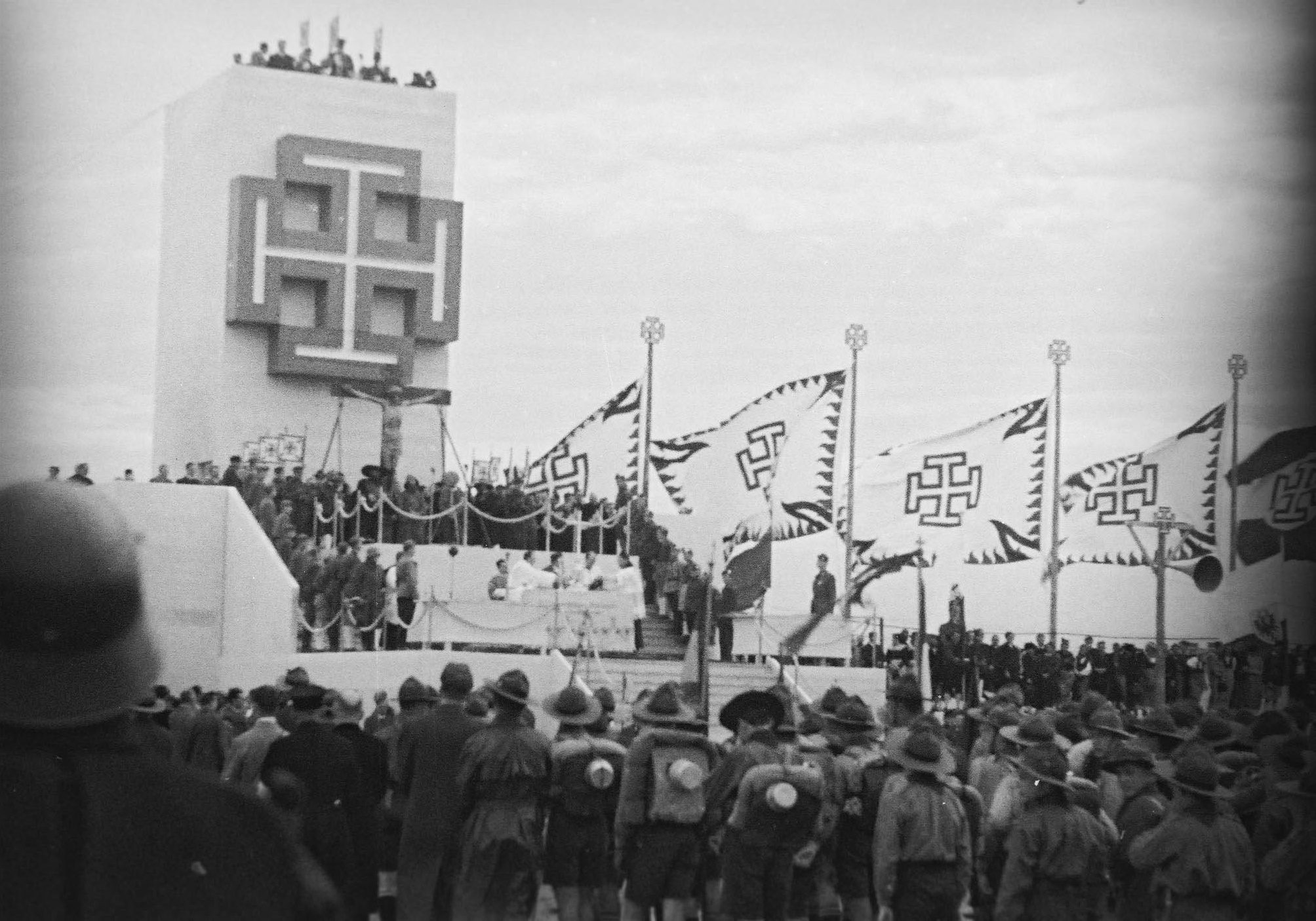
تجمع لجبهة الوطن، يشبه معظم الاتفاقيات الفاشية في ذلك الوقت.

قبل انهيار الإمبراطورية النمساوية المجرية متعددة الجنسيات في نهاية الحرب العالمية الأولى، كانت ما يعرف الآن بجمهورية النمسا جزءًا من الملكية وكان الإمبراطور رئيسًا للدولة ورئيسها التنفيذي. بدأت الإمبراطورية في الانقسام بشكل ملحوظ في أواخر عام 1917 وتفككت بشكل واضح إلى عدد من الدول المستقلة على مدار العام التالي.
في 21 أكتوبر 1918، شكل نواب المجلس الإمبراطوري الذين يمثلون المقاطعات الألمانية العرقية للإمبراطورية جمعية وطنية مؤقتة لدولة الردف المشلولة وعين زعيم الحزب المخضرم كارل سيتز كواحد من ثلاثة رؤساء متساوين إلى حد كبير (21 أكتوبر 1918 - 16 فبراير 1919). كرئيس، أصبح بحكم منصبه عضوًا في مجلس الدولة. في 12 نوفمبر 1918، تولى مجلس الدولة بشكل جماعي مهام رئيس الدولة بموجب قرار من الجمعية الوطنية.
في 11 نوفمبر 1918، أعلن الإمبراطور تشارلز الأول «أُعفي كل المشاركين في إدارة الدولة، وتم تسريح أعضاء الحكومة النمساوية من مناصبهم». في اليوم التالي، أعلن البرلمان جمهورية ألمانيا النمساوية. استمر رؤساء الجمعية (سيتز وفرانز دينغوفر ويوهان نيبوموك هاوزر) في العمل كرؤساء دولة بالإنابة حتى 4 مارس 1919، عندما تولت الجمعية الوطنية التأسيسية بشكل جماعي هذه الوظائف. كان سيتز (5 مارس 1919 - 10 نوفمبر 1920) الرئيس الوحيد للجمعية الوطنية التأسيسية.
قام كارل سيتز بمهام رئيس الدولة بموجب قانون صادر في 1 أكتوبر 1920، والذي نقل هذه المهام إلى «الرئيس السابق للجمعية التأسيسية الوطنية» للفترة من 10 نوفمبر 1920، إلى يوم تنصيب أول رئيس (9 ديسمبر 1920).
نظرًا لأن النمسا لم تنتهِ من قرارها بتشكيل نفسها كاتحاد فيدرالي قبل الإصدار الرسمي لدستور النمسا في 1 أكتوبر 1920، فإن الإشارة إلى سيتز كرئيس كان من الممكن أن يكون غير دقيق. تقتبس العديد من المصادر الشعبية تاريخًا عشوائيًا إلى حد ما بين أكتوبر 1918 ومارس 1919 كبداية لفترة ولاية سيتز. في حين أن معظمهم مُضلل، فإن البعض الآخر مخطئون بشكل واضح: على الرغم من تعيين سيتز رئيسًا للجمعية الوطنية المؤقتة في أكتوبر 1918، كان من المستحيل بالنسبة له أن يكون بمثابة البوندسبراسيد، حيث لم يتم إعلان عودة الجمهورية حتى ذلك الوقت.
حدد الدستور في الأصل النمسا على أنها جمهورية برلمانية. في الأصل، كان الدستور برلمانيًا جذريًا في طبيعته. لا يمتلك البرلمان المكون من مجلسين، والذي يسمى الجمعية الفيدرالية، السلطة التشريعية فحسب، بل يمتلك أيضًا قدرًا كبيرًا من السلطة التنفيذية أيضًا. تم انتخاب الرئيس من قبل مجلسي الجمعية الاتحادية لمدة أربع سنوات. كان مسؤولاً أمام الجمعية الفيدرالية، وكان دوره شبه رسمي بالكامل. على وجه الخصوص، لم يكن لديه سلطة تعيين الحكومة، وهي سلطة محفوظة للمجلس الوطني، ولم يكن لديه سلطة حل المجلس الوطني. لم يكن له حتى تأثير فعلي كبير على تعيين قضاة المحكمة الدستورية.
جاء دور الرئيس وطبيعته نتيجة التسوية التي تم التوصل إليها أثناء صياغة الدستور. أراد المسيحيون الاجتماعيون رئيسًا له سلطات تنفيذية مماثلة لتلك التي يتمتع بها رئيس ألمانيا. ومع ذلك، فإن الاشتراكيين الديمقراطيين، خوفًا من أن يصبح مثل هذا الرئيس «إمبراطورًا مبتذلًا»، كانوا يفضلون أن يُرقى رئيس المجلس الوطني كرئيس للدولة. في النهاية، أنشأ واضعو الدستور رئاسة منفصلة وفقًا لرغبات المسيحيين الاجتماعيين. ومع ذلك، لاسترضاء الاشتراكيين الديمقراطيين كان يفتقر حتى إلى السلطة التنفيذية الاسمية. في ظل هذا الإطار الدستوري تولى مايكل هينش وويلهلم ميكلاس منصبه في 9 ديسمبر 1920 و10 ديسمبر 1928، على التوالي.
كان النظام البرلماني المنصوص عليه في الدستور لا يحظى بشعبية كبيرة، مع تطور حركة هيموير الاستبدادية خلال عشرينيات القرن الماضي. كان هيموير يؤيد نظام يمنح المزيد من الصلاحيات للرئيس. في 7 ديسمبر 1929، تحت ضغط متزايد من هيموير، تم تعديل الدستور لمنح الرئيس سلطات تنفيذية وتشريعية كاسحة. على الرغم من أن معظم هذه السلطات كانت تُمارس من خلال الوزراء، إلا أن الرئيس، على الورق، يتمتع الآن بسلطات تعادل سلطات الرؤساء في الأنظمة الرئاسية. كما دعت إلى شغل المنصب بالاقتراع الشعبي لمدة ست سنوات. كما كان لديه سلطة تعيين مجلس الوزراء. كان من المقرر إجراء الانتخابات الأولى في عام 1934. ومع ذلك، نظرًا للأزمة المالية المتزايدة في جميع أنحاء العالم، وافقت جميع الأطراف على تعليق الانتخابات لصالح إعادة انتخاب ميكلاس من قبل البرلمان.
لكن بعد ثلاث سنوات فقط، قامت جبهة الوطن - تحالف من هيموير والحزب الاجتماعي المسيحي - بهدم البرلمانية النمساوية تمامًا، وألغت الدستور رسميًا في 1 مايو 1934. تم استبداله بوثيقة سلطوية / نقابية ركزت السلطة في يد المستشار، وليس بيد الرئيس. تم تجريد فيلهلم ميكلاس من الصلاحيات التي اكتسبها في عام 1929، لكنه وافق على العمل كرئيس صوري للاستمرارية المؤسسية على أي حال. ومع ذلك، لم يكن عاجزًا تمامًا؛ خلال أزمة الضم، قدم بعض المقاومة الأشد للمطالب النازية. بقي من الناحية الفنية في منصبه حتى 13 مارس 1938، وهو اليوم الذي ضمت فيه ألمانيا النازية النمسا وبالتالي فقدت سيادتها.
عندما أعادت النمسا تأسيس نفسها كدولة مستقلة في 27 أبريل 1945، قرر قادة الحزب الذين شكلوا الحكومة المؤقتة عدم صياغة دستور جديد، وعادوا بدلاً من ذلك إلى دستور عام 1920، بصيغته المعدلة في عام 1929.
على الرغم من أن هذه المراجعة كانت لا تزال مثيرة للجدل إلى حد ما في تلك المرحلة، إلا أنها كانت جزءًا من أحدث إطار دستوري في النمسا، مما منحها على الأقل بعض أشكال الشرعية الديمقراطية التي تشتد الحاجة إليها. كما كان قادة الحزب خائفين من أن المناقشات المطولة قد تثير الجيش الأحمر الذي كان يسيطر على فيينا آنذاك للدخول في وفرض الحكم الشيوعي. وبالتالي، أعيد تشريع الدستور اعتبارًا من 1 مايو، وبالتالي لا يزال يتضمن بندًا يدعو إلى انتخابات شعبية للرئيس.
بعد انتخابات المجلس الوطني في نوفمبر 1945، علقت الجمعية الوطنية مؤقتًا هذا البند وعينت كارل رينر رئيسًا للنمسا اعتبارًا من 20 ديسمبر. يبدو أن الدافع وراء التعليق المعني هو الافتقار إلى النقد: لم يتم إجراء أي محاولة لإطالة أمده، وكان رينر السبعيني الحميد هو الرئيس المؤقت الذي يحظى باحترام عالمي على أي حال. بدءًا من انتخابات 1951 لخليفة رينر تيودور كورنر، تم انتخاب جميع الرؤساء في الواقع من قبل الشعب.

## الانتخاب
يتم انتخاب رئيس النمسا عن طريق التصويت الشعبي لمدة ست سنوات وتقتصر على فترتين متتاليتين في المنصب. التصويت مفتوح لجميع الأشخاص الذين يحق لهم التصويت في الانتخابات البرلمانية العامة، مما يعني عمليًا أن الاقتراع شامل لجميع المواطنين النمساويين الذين تزيد أعمارهم عن ستة عشر عامًا والذين لم تتم إدانتهم بالسجن لمدة تزيد عن عام واحد.
يتم انتخاب الرئيس بموجب نظام الدورتين. وهذا يعني أنه إذا لم يحصل أي مرشح على الأغلبية المطلقة (أي أكثر من 50٪) من الأصوات المدلى بها في الجولة الأولى، فسيتم إجراء اقتراع ثانٍ حيث يمكن فقط للمرشحين اللذين حصلا على أكبر عدد من الأصوات في الجولة الأولى. ومع ذلك، ينص الدستور أيضًا على أن المجموعة التي ترشح أحد هذين المرشحين يمكنها بدلاً من ذلك تسمية مرشح بديل في الجولة الثانية. إذا كان هناك مرشح واحد فقط في الانتخابات الرئاسية، فسيتم منح الناخبين الفرصة إما لقبول أو رفض المرشح في استفتاء.
أثناء وجوده في منصبه، لا يجوز أن ينتمي الرئيس إلى هيئة منتخبة أو يشغل أي منصب آخر.

### يمين المنصب
تنص المادة 62 من الدستور النمساوي على أنه يجب على الرئيس أداء اليمين أو التأكيد على المنصب التالي بحضور الجمعية الفيدرالية (على الرغم من أن إضافة تأكيد ديني مسموح به):
«"أقسم رسميًا أنني سأراقب بأمانة الدستور وجميع قوانين الجمهورية وأؤدي واجبي على حد علمي وضميري".»

## السلطات والواجبات
يتم تحديد السلطات والمسؤوليات الرئاسية بشكل أساسي بموجب القانون الدستوري الاتحادي، يمكن تحديد الصلاحيات الإضافية من خلال القانون الاتحادي والتفسيرات القضائية والسوابق القانونية. في حين أن النظام السياسي النمساوي يُقارن كثيرًا بالسياسية في ألمانيا، لا يمكن مقارنة الرئاسة النمساوية مع رئيس ألمانيا، ولكن أكثر من ذلك بكثير وليس مع الملكية البريطانية. نظرًا لأن كلاهما رئيس الدولة، يعين رئيس الحكومة ومجلس وزرائهما، ويمكنهما إقالة رئيس الحكومة ومجلس وزرائهما، وتعيين كبار المسؤولين الحكوميين، وتوقيع مشاريع القوانين في القانون، ويكونون القادة العسكريين بلد.

### صلاحيات التعيين

#### المستشار ومجلس الوزراء

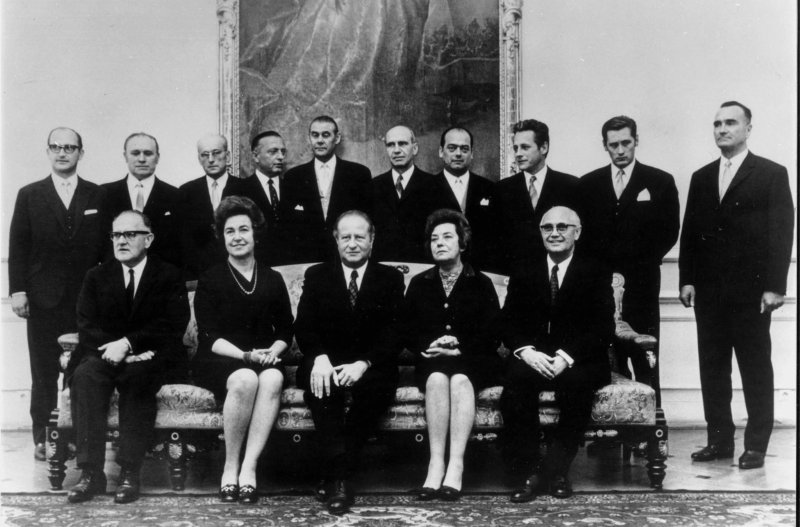
مجلس الوزراء كريسكي الأول، مع المستشار برونو كريسكي جالسًا في وسط فوتون والرئيس رودولف كيرشلاغر يقف خلفه (يمين الوسط)

يعين الرئيس المستشار ونائب المستشار والوزراء، الذين يشكلون مجتمعين مجلس وزراء النمسا.
ينتخب شعب النمسا مجلسًا وطنيًا جديدًا كل خمس سنوات على الأقل. المجلس الوطني هو الغرفة السفلية في البرلمان وهو أقوى بكثير من نظيره الأعلى المنتخب بشكل غير مباشر، المجلس الاتحادي. بعد مثل هذه الانتخابات، يتهم الرئيس، بموجب الاتفاقية، المرشح الأعلى  من الحزب الذي فاز بأكبر عدد من المقاعد بتشكيل حكومة جديدة. نظريًا، يمكن للرئيس أن يكلف أي مواطن نمساوي بتشكيل حكومة جديدة، ومع ذلك، نظرًا لأن المجلس الوطني يمكنه رفض مجلس الوزراء من خلال اقتراح بحجب الثقة في أي وقت، فإن الرئيس ملزم بحكم الواقع بالالتزام بالاتفاقية. بمجرد تكليف الفائز في الانتخابات بتشكيل الحكومة، يجب عليه صياغة «قائمة الوزراء»، التي تضم جميع أعضاء مجلس الوزراء. عند صياغة مثل هذه القائمة، عادة ما يطالب الشخص المكلف بالتشكيل بمنصب المستشار. بما أن الحزب نادراً ما يتمتع بأغلبية مطلقة من المقاعد داخل المجلس الوطني، فيجب عليه إيجاد شريك ائتلافي لتأسيس حكومة مستقرة سياسياً؛ عادة ما يدعي زعيم حزب الائتلاف الأصغر منصب نائب المستشار. يتم تعيين المرشحين للمناصب الوزارية ومناصب وزراء الخارجية (التي ليست جزءًا رسميًا من مجلس الوزراء)، من قبل شركاء التحالف التي تلت ذلك مفاوضات شاملة. بمجرد الانتهاء من صياغة قائمة الوزراء، يتم عرضها على الرئيس. يمكن للرئيس قبول القائمة أو رفضها أو رفض المرشحين الفرديين أو رفضها وتكليف شخص آخر بتشكيل الحكومة. إذا تم قبول القائمة، فسيؤدي الرئيس اليمين رسميًا أمام المستشار ونائب المستشار والوزراء ووزراء الخارجية في حفل الافتتاح، والذي يتم عادةً بعد عدة أيام من قبول القائمة.
حتى الآن، كانت هناك ثلاث حالات فقط رفض فيها رئيس تعيين مرشح وزاري. نفى كارل رينر إعادة تعيين وزير مشتبه به بالفساد. رفض توماس كليستيل تعيين وزيرين؛ كان أحدهما متورطًا في قضية جنائية، بينما لوحظ كثيرًا بسبب تصريحات متطرفة ومعادية للأجانب قبل الانتخابات. في عام 1953، رفض الرئيس ثيودور كورنر طلب المستشار ليوبولد فيغل بتعيين مجلس وزراء يكون فيه اتحاد المستقلين شريكًا في الائتلاف.

#### الضباط الاتحاديون والولائيون
من وجهة النظر الرسمية والقانونية، يعين الرئيس جميع ضباط الحكومة الفيدرالية، وليس فقط أعضاء مجلس الوزراء وقضاة المحاكم العليا. وهذا يشمل جميع ضباط وجنود الجيش، وجميع القضاة، وكذلك جميع الموظفين العاديين والبيروقراطيين. لكن من الناحية العملية، يتم تفويض سلطة التعيين هذه إلى الوزراء ومرؤوسيهم، على الرغم من أن كبار المسؤولين في الحكومة يتم تعيينهم شخصيًا دائمًا من قبل الرئيس.
نظرًا لأن حكام الولايات لا يعملون فقط كرؤساء تنفيذيين في ولايتهم، ولكن أيضًا كممثلين رئيسيين للحكومة الفيدرالية داخل تلك الولاية، فإن الرئيس يقسم في جميع المحافظين، بعد انتخابهم وفقًا للنظام الغذائي للولاية.

### صلاحيات الإقالة

#### مجلس الوزراء
يمكن للرئيس إقالة المستشار أو مجلس الوزراء بأكمله في أي وقت، كما يشاء. ومع ذلك، لا يمكن إقالة أعضاء مجلس الوزراء الأفراد إلا من قبل الرئيس بناءً على مشورة المستشار. حتى الآن، لم يحدث قط إقالة حكومة كاملة رغماً عنها. لم يستغل الرئيس فيلهلم ميكلاس هذه السلطة عندما قام المستشار إنجلبرت دولفوس بإلغاء الدستور لتأسيس دولة النمسا الفيدرالية الديكتاتورية.
تمت إقالة وزير ضد إرادتهم مرة واحدة فقط، عندما طلب المستشار سيباستيان كورتس من الرئيس ألكسندر فان دير بيلن عزل وزير الداخلية هربرت كيكل. عقب قضية إيبيزا والانهيار المحتمل لمجلس الوزراء، عيّن كيكل بسرعة بيتر جولدجروبر - الذي تربطه به علاقات وثيقة - في مكتب المدير العام للأمن العام، أعلى منصب في مجال إنفاذ القانون في البلاد.

### صلاحيات الحل

#### المجلس الوطني
يجوز للرئيس حل المجلس الوطني بناءً على طلب مجلس الوزراء، ولكن مرة واحدة فقط للسبب نفسه. النتائج القانونية لحل المجلس الوطني من قبل الرئيس تختلف عن تلك المترتبة على حل البرلمان الذاتي. إذا أنهى الرئيس الفترة التشريعية، يتم حل المجلس الوطني على الفور وبالتالي يصبح عاجزًا. ومع ذلك، تظل اللجنة الفرعية الدائمة التابعة للجنة الرئيسية للمجلس الوطني كهيئة طارئة حتى انعقاد المجلس الوطني المنتخب حديثًا. قبل ذلك، يجوز للرئيس إصدار مراسيم طارئة بناءً على طلب مجلس الوزراء وبموافقة اللجنة الفرعية الدائمة للجنة الرئيسية. في حالة الحل الذاتي، يستمر المجلس الوطني القديم في الاجتماع حتى يتم انتخاب مجلس جديد.
حتى الآن، استفاد الرئيس فيلهلم ميكلاس فقط من هذه السلطة، بعد أن فقد الحزب الاجتماعي المسيحي شريكه في التحالف وبالتالي أغلبية في البرلمان.
يمكن للرئيس حل كل ولاية تشريعية بناءً على طلب مجلس الوزراء وبموافقة المجلس الاتحادي. ومع ذلك، لا يجوز للرئيس القيام بذلك إلا مرة واحدة لنفس السبب؛ كما هو الحال مع حل المجلس الوطني. يجب أن يوافق المجلس الاتحادي على الحل بأغلبية الثلثين. لا يجوز لوفد الولاية التي سيُحل مجلسها التشريعي أن يشارك في التصويت.
يُنظر إلى حل البرلمان على أنه تعدي على الفيدرالية، حيث تتدخل الحكومة الوطنية مباشرة في شؤون الدولة. كما هو الحال مع الحل الرئاسي للمجلس الوطني، يعتبر المجلس التشريعي للولاية المنحل عاجزًا إلى ما بعد انتخابات جديدة. لم يتم تطبيق هذه السلطة من قبل أي رئيس حتى الآن.

## شغل المنصب

### حصانة
يتمتع الرئيس بالحصانة السيادية الكاملة من أي نوع من الملاحقات الرسمية، بما في ذلك الدعاوى المدنية والمحاكمة الجنائية. لا يجوز محاكمة الرئيس إلا بموافقة صريحة من الجمعية الاتحادية. إذا كانت سلطة حكومية تعتزم محاكمة الرئيس، فعليها إحالة طلب التسليم إلى المجلس الوطني. إذا وافق المجلس الوطني، يجب على المستشار أن يدعو الجمعية الاتحادية للانعقاد، والتي ستقرر بعد ذلك طلب التسليم.

### إقالة
الطريقة المعتادة لإقالة الرئيس الحالي من منصبه ستكون من خلال الترشيح الشعبي. نظرًا لانتخاب الرئيس من قبل الشعب، يتمتع الشعب أيضًا بسلطة عزل الرئيس مرة أخرى من خلال استفتاء عام.
تبدأ الإفادة الشعبية بقرار من المجلس الوطني يطلب انعقاد الجمعية الاتحادية. يتم تمرير مثل هذا القرار من المجلس الوطني بأغلبية ساحقة، مما يعني أنه يتطلب نفس النصاب القانوني كما هو الحال عند تعديل القانون الدستوري ؛ حضور ما لا يقل عن نصف أعضاء المجلس الوطني ونجاح الثلثين. إذا تم إقراره، فلن يتمكن الرئيس تلقائيًا من «ممارسة المزيد من سلطات وواجبات الرئاسة» وبالتالي يُحرم من كل السلطات، ويطلب من المستشار بدوره الدعوة إلى جلسة للجمعية الاتحادية على الفور. بمجرد انعقادها، تنظر الجمعية الفيدرالية في طلب المجلس الوطني لإدارة الاستفتاء العام وتقرره.

### تعويضات
يتم تعويض الرئيس عن خدمته بمبلغ 349,398 يورو سنويًا، ويتم تعويض المستشار بدوره بمبلغ 311,962 يورو سنويًا. هذا المبلغ مرتفع بشكل خاص عند الأخذ في الاعتبار أن مستشار ألمانيا (251448 يورو)، رئيس فرنسا (179000 يورو)، رئيس وزراء المملكة المتحدة (169284 يورو)، والرئيس من روسيا (125,973 يورو) يحصلون على راتب أقل بكثير، على الرغم من أنهم الرؤساء التنفيذيون لدول أكبر بكثير ؛ لا يتعدى راتب الرئيس النمساوي راتب رئيس الولايات المتحدة (370,511 يورو).

### مكان الإقامة
المقر الرئيسي ومكان العمل للرئيس في قصر هوفبورغ الإمبراطوري، والذي يقع في انير شتات في فيينا. يشار أحيانًا إلى جناح ليوبولدين بشكل غامض باسم «المستشارية الرئاسية». من الناحية العملية، لا يقيم الرئيس فعليًا في هوفبورغ ولكنه يحتفظ بمنزله الشخصي.
كما يكشف اسمها الكامل بالفعل، فإن هوفبورغ هو صرح نابع من أوقات النظام الملكي ؛ تم بناؤه في عهد الإمبراطور الروماني المقدس ليوبولد الأول في القرن الثالث عشر. بعد سقوط النظام الملكي وتشكيل الجمهورية، أبقت المؤسسات الديمقراطية عن قصد بعيدة عن المؤسسات الملكية، وبالتالي أصبح المقر الأصلي للرئيس هو مبنى المستشارية. ومع ذلك، بعد قصف شديد خلال الحرب العالمية الثانية، أصبح مبنى المستشارية غير صالح للسكن وكان على الرئيس أن يجد مسكنًا جديدًا. اختار كارل رينر، أول رئيس للجمهورية الثانية، عن عمد جناح ليوبولدين. نظرًا لأن تاريخ إنشائها وتاريخها - ولا سيما التصميم الداخلي - تأثر بشكل كبير بالإمبراطورة ماريا تيريزيا، التي كانت صورتها الشخصية مواتية بشكل عام بين الناس في ذلك الوقت. تم تجديد مبنى المستشارية في وقت لاحق وهو الآن بمثابة مقر إقامة ومكان عمل المستشار.
اليوم، يضم جناح ليوبولدين مكاتب المستشارية الرئاسية في الطابقين الثاني والثالث. بالإضافة إلى هوفبورغ، الرئيس لديه منزل صيفي. لم يتم استخدام النزل منذ عقود ؛ حتى أن الرئيس السابق هاينز فيشر تعهد دون جدوى ببيع المبنى أثناء حملته الانتخابية للرئاسة.

### الحماية
يتمتع الرئيس بالحماية القانونية بموجب العديد من أحكام القانون الجنائي الخاص ؛ وأهمها البند 249 من القانون الجنائي التشريعي:
علاوة على ذلك، لا يجوز استخدام العنوان " Bundespräsident " (= رئيس) - حتى مع الإضافات أو فيما يتعلق بألقاب أخرى - من قبل أي شخص آخر غير الرئيس الحالي.

## المستشارية
يرأس الرئيس المستشارية الرئاسية، وهي هيئة تنفيذية صغيرة تهدف إلى مساعدة الرئيس في ممارسة وتنفيذ صلاحياته وواجباته. لا ينبغي الخلط بين المستشارية الرئاسية والمستشارة الفيدرالية، وهي مؤسسة تنفيذية أكبر بكثير تقدم تقاريرها إلى المستشار. المستشارية الرئاسية هي الهيئة الحكومية الوحيدة التي يوجهها الرئيس بالفعل. يستخدم مصطلح «المستشارية الرئاسية» أحيانًا بشكل متبادل مع «Leopoldine Wing»، مقر الرئيس والمستشارية الرئاسية.

## قائمة الرؤساء
يسرد هذا المقطع كل رؤساء النمسا، الذي يستثني من المستشارين والكليات التي تمارس مؤقتا صلاحيات ومهام الرئاسة.
| صورة                         | اسم الرئيس                   | فترة الحياة                     | تولى منصبه                   | ترك المنصب                   | حزب سياسي                            |                              |
| الجمهورية الأولى (1918–1938) | الجمهورية الأولى (1918–1938) | الجمهورية الأولى (1918–1938)    | الجمهورية الأولى (1918–1938) | الجمهورية الأولى (1918–1938) | الجمهورية الأولى (1918–1938)         | الجمهورية الأولى (1918–1938) |
| ---------------------------- | ---------------------------- | ------------------------------- | ---------------------------- | ---------------------------- | ------------------------------------ | ---------------------------- |
|                              | مايكل هينيش                  | 15 أغسطس 1858 – 26 فبراير 1940  | 9 ديسمبر 1920                | 10 ديسمبر 1928               | مستقل                                |                              |
|                              | فيلهلم ميكلاس                | 15 أكتوبر 1872 - 20 مارس 1956   | 10 ديسمبر 1928               | 13 مارس 1938                 | الحزب الاجتماعي المسيحي في النمسا    |                              |
| الجمهورية الثانية (منذ 1945) |                              |                                 |                              |                              |                                      |                              |
|                              | كارل رينر                    | 14 ديسمبر 1870 - 31 ديسمبر 1950 | 20 ديسمبر 1945               | 31 ديسمبر 1950               | الحزب الديمقراطي الاجتماعي النمساوي  |                              |
|                              | ثيودور كورنر                 | 23 أبريل 1873 - 4 يناير 1957    | 21 يونيو 1951                | 4 يناير 1957                 | الحزب الديمقراطي الاجتماعي النمساوي  |                              |
|                              | أدولف شيرف                   | 20 أبريل 1890 - 28 فبراير 1965  | 22 مايو 1957                 | 28 فبراير 1965               | الحزب الديمقراطي الاجتماعي النمساوي  |                              |
|                              | فرانز جوناس                  | 4 أكتوبر 1899 - 24 أبريل 1974   | 9 يونيو 1965                 | 24 أبريل 1974                | الحزب الديمقراطي الاجتماعي النمساوي  |                              |
|                              | رودولف كيرشلاغر              | 20 مارس 1915 - 30 مارس 2000     | 8 يوليو 1974                 | 8 يوليو 1986                 | مستقل (SPÖ nominated)                |                              |
|                              | كورت فالدهايم                | 21 ديسمبر 1918 - 14 يونيو 2007  | 8 يوليو 1986                 | 8 يوليو 1992                 | مستقل (حزب الشعب النمساوي nominated) |                              |
|                              | توماس كليستيل                | 4 نوفمبر 1932 - 6 يوليو 2004    | 8 يوليو 1992                 | 6 يوليو 2004                 | ÖVP مستقل                            |                              |
|                              | هاينز فيشر                   | من مواليد 9 أكتوبر 1938         | 8 يوليو 2004                 | 8 يوليو 2016                 | SPÖ مستقل                            |                              |
|                              | الكسندر فان دير بيلين        | من مواليد 18 يناير 1944         | 26 يناير 2017                | حاضر                         | مستقل                                |                              |